# Élections sénatoriales de 1897 en Ille-et-Vilaine
Les élections sénatoriales en Ille-et-Vilaine ont lieu le dimanche 5 janvier 1897. Elles ont pour but d'élire les trois sénateurs représentant le département au Sénat pour un mandat de neuf années.

## Mode de scrutin
Ces élections se déroulent au scrutin majoritaire plurinominal indirect. Elles obéissent à la loi du 24 février 1875 relative à l'organisation du Sénat faisant partie des Lois constitutionnelles de 1875, modifiée par celle du 10 décembre 1884, établissant une relation entre la population des communes et leur nombre de délégués.
Les mille cent cinquante-cinq personnes appelées à voter sont :
- les délégués des communes — entre un et vingt-quatre pour chacune d’elles, élus par le conseil municipal, — soit mille cinquante-huit électeurs ;
- les conseillers généraux, soit quarante-trois électeurs ;
- les conseillers d'arrondissements, soit quarante-trois électeurs ;
- les députés du département, soit huit électeurs ;
- les sénateurs sortants, soit trois électeurs.

## Partielle du 2 juillet 1893
Alphonse de Callac (Monarchiste) est décédé le 11 avril 1893. 
Une élection partielle est organisée pour le remplacer.
|          | Louis Grivart            | Mon.      | 578  | 50,31  |  |  |  |  |
|          | Théophile Roger-Marvaise | Rép prog. | 567  | 49,35  |  |  |  |  |
|          | René Brice               | Rép prog. | 3    | 0,26   |  |  |  |  |
|          |                          |           |      |        |  |  |  |  |
| Inscrits | Inscrits                 | Inscrits  | 1155 |        |  |  |  |  |
| Votants  | Votants                  | Votants   | 1153 | 99,83  |  |  |  |  |
| Exprimés | Exprimés                 | Exprimés  | 1153 | 100,00 |  |  |  |  |

## Listes candidates
| N° | Candidats | Candidats                               | Parti | Principales fonctions                                                                           |
| -- | --------- | --------------------------------------- | ----- | ----------------------------------------------------------------------------------------------- |
| 01 |           | Auguste Véron *                         | Mon.  | Sénateur sortant, maire de Roz-Landrieux. Vice-amiral.                                          |
| 02 |           | Louis Grivart *                         | Mon.  | Sénateur sortant, ancien ministre. Avocat.                                                      |
| 03 |           | Pierre-Marie Frain de La Villegontier * | Mon.  | Sénateur sortant, conseiller général de Fougères-Nord, maire de Parigné. Propriétaire agricole. |

| N° | Candidats | Candidats          | Parti     | Principales fonctions                                    |
| -- | --------- | ------------------ | --------- | -------------------------------------------------------- |
| 01 |           | Henri Guérin       | Rép prog. | Conseiller général et maire de Bain-de-Bretagne. Notaire |
| 02 |           | Georges Garreau    | Rép prog. | Maire de Vitré. Avoué.                                   |
| 03 |           | Jean-Marie Maugère | Rép prog. | Conseiller général de Rennes-Sud-Ouest. Agriculteur      |

## Résultats
|          | Henri Guérin                            | Rép prog. | 589  | 51,08  |      |       |  |  |
|          | Louis Grivart *                         | Mon.      | 577  | 50,04  |      |       |  |  |
|          | Auguste Véron *                         | Mon.      | 566  | 49,09  | 564  | 49,00 |  |  |
|          | Georges Garreau                         | Rép prog. | 564  | 48,92  | 577  | 50,13 |  |  |
|          | Jean-Marie Maugère                      | Rép mod   | 559  | 48,48  |      |       |  |  |
|          | Pierre-Marie Frain de La Villegontier * | Mon.      | 551  | 47,79  |      |       |  |  |
|          |                                         |           |      |        |      |       |  |  |
| Inscrits | Inscrits                                | Inscrits  | 1155 |        | 1155 |       |  |  |
| Votants  | Votants                                 | Votants   | 1153 | 99,83  | 1153 | 99,83 |  |  |
| Exprimés | Exprimés                                | Exprimés  | 1153 | 100,00 | 1151 | 99,83 |  |  |

### Sénateurs élus
| Sénateur | Sénateur        | Parti     | Fonctions lors de l'élection en 1897                     |
| -------- | --------------- | --------- | -------------------------------------------------------- |
|          | Henri Guérin    | Rép prog. | Conseiller général et maire de Bain-de-Bretagne. Notaire |
|          | Louis Grivart * | Mon.      | Sénateur sortant, ancien ministre. Avocat.               |
|          | Georges Garreau | Rép prog. | Maire de Vitré. Avoué.                                   |